# Marco Pfleger
Marco Pfleger (* 21. August 1991 in Peißenberg) ist ein deutscher Eishockeyspieler, der zuletzt bis zum Ende der Saison 2024/25 beim VER Selb aus der DEL2 unter Vertrag gestanden und dort auf der Position des rechten Flügelstürmers gespielt hat. Zuvor war Pfleger unter anderem für die Nürnberg Ice Tigers, Löwen Frankfurt und Straubing Tigers in der Deutschen Eishockey Liga (DEL) aktiv.

## Karriere

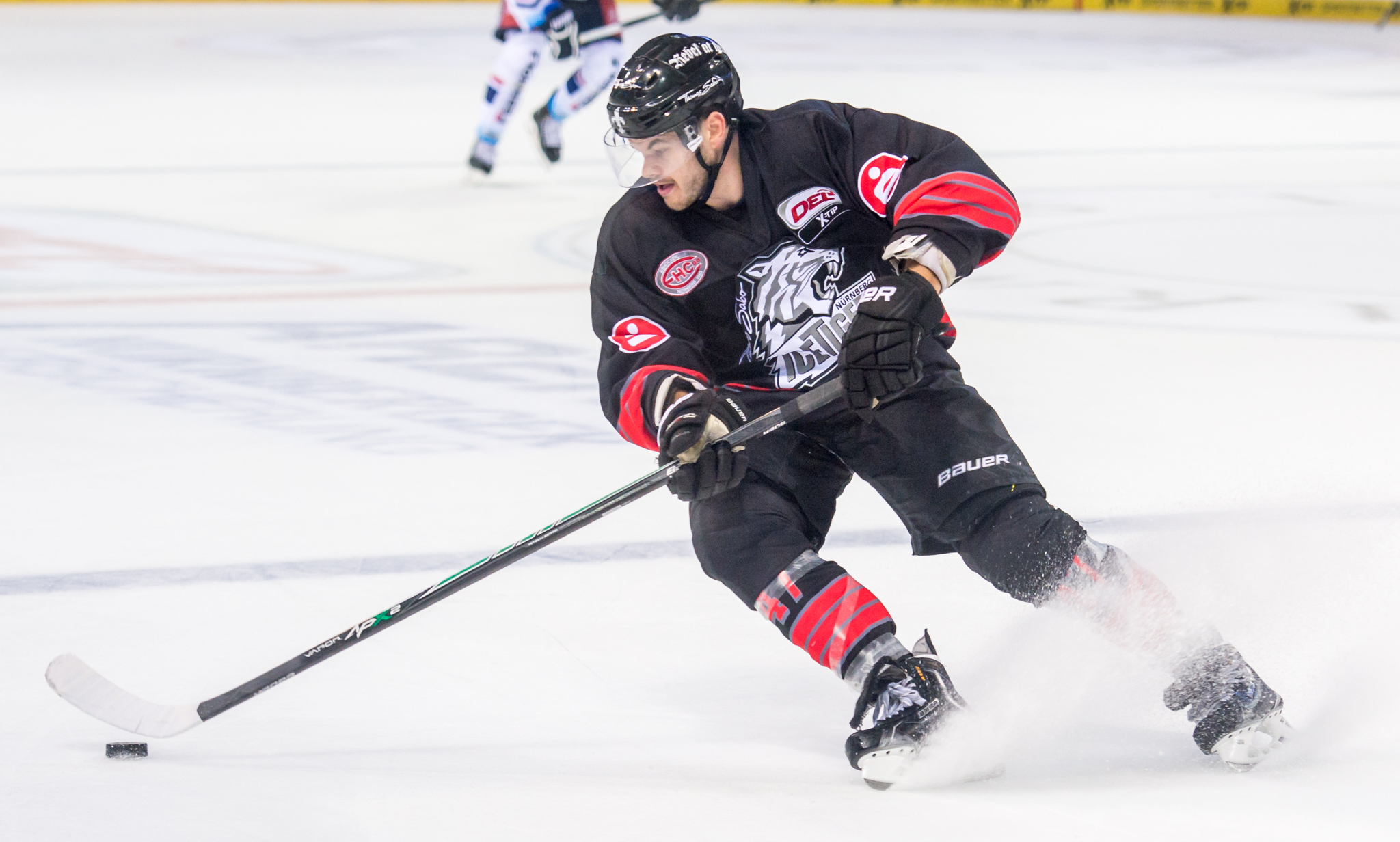
Pfleger im Trikot der Nürnberg Ice Tigers (2014)

Pfleger kam im Markt Peißenberg in Oberbayern zur Welt und begann beim örtlichen TSV mit dem Eishockeysport. Bis 2012 spielte er bei seinem Heimatverein in der Bayernliga. Vor allem mit seinem Wechsel zum Oberligisten EC Bad Tölz nahm seine Karriere Fahrt auf. Ab 2013 kam Pfleger erstmals für den Tölzer Kooperationspartner Nürnberg Ice Tigers in der Deutschen Eishockey Liga (DEL) zum Einsatz und erhielt im April 2014 seinen ersten DEL-Vertrag bei den Ice Tigers. Nach Einschätzung von Sportdirektor Martin Jiranek wurde Pfleger in der Folge zu einem „Eckpfeiler“ der Mannschaft. Im Oktober 2015 wurde sein Vertrag in Nürnberg bis 2018 verlängert.
Mitte April 2018 wechselte Pfleger zum Ligakonkurrenten Straubing Tigers. Nach einer Saison im Trikot der Niederbayern wechselte der Rechtsschütze zur Saison 2019/20 in die DEL2 und schloss sich seinem früheren Verein in Bad Tölz an. Bei den Tölzer Löwen war Pfleger in den folgenden zwei Jahren Führungsspieler und Topscorer sowie in der Saison 2020/21 mit 86 Punkten Topscorer der gesamten Liga. Zur Saison 2021/22 wechselte er zusammen mit Andreas Schwarz innerhalb der DEL2 zum EV Landshut. Im Dezember 2023 wurde der Vertrag mit dem Stürmer nach zweieinhalb Jahren aufgelöst.
Pfleger blieb daraufhin bis zum Juli 2024 vereinslos, ehe sich der VER Selb aus der DEL2 seine Dienste für die Saison 2024/25 sicherte. Am Ende der Spielzeit stieg er mit den Wölfen in die Oberliga ab.

### International
Im Dezember 2013 wurde Pfleger von Bundestrainer Pat Cortina in den Kader der deutschen Nationalmannschaft berufen, musste seine Teilnahme an den Länderspielen gegen Lettland aber verletzungsbedingt absagen.

## Erfolge und Auszeichnungen
- 2012 Oberliga-Meister mit dem EC Bad Tölz
- 2021 Topscorer der DEL2-Hauptrunde
- 2021 Bester Vorlagengeber der DEL2-Hauptrunde

## Karrierestatistik
Stand: Ende der Saison 2024/25
(Legende zur Spielerstatistik: Sp oder GP = absolvierte Spiele; T oder G = erzielte Tore; V oder A = erzielte Assists; Pkt oder Pts = erzielte Scorerpunkte; SM oder PIM = erhaltene Strafminuten; +/− = Plus/Minus-Bilanz; PP = erzielte Überzahltore; SH = erzielte Unterzahltore; GW = erzielte Siegtore; 1 Play-downs/Relegation; Kursiv: Statistik nicht vollständig)